# Laelius
Laelius is een geslacht van vliesvleugelige insecten van de familie platkopwespen (Bethylidae).

## Soorten
- L. anthrenivorus Trani, 1909
- L. bipartitus Kieffer, 1908
- L. elisae Russo, 1938
- L. femoralis Foerster, 1860
- L. fulvipes Kieffer, 1906
- L. perrisi Kieffer, 1906
- L. rufipes Foerster, 1860
- L. tibialis Kieffer, 1906
- L. utilis Cockerell, 1920